# Бюро Національної гвардії США
Бюро Національної гвардії США (англ. National Guard Bureau) — федеральне агентство, відповідальне за управління Національною гвардією, створене Конгресом США як спільне бюро Міністерства армії та Міністерства повітряних сил. Воно було утворено відповідно до Закону про міліцію 1903 року. Закон про бюджетні асигнування на потреби національної оборони на 2008 фінансовий рік підняв Національну гвардію до рівня спільної функції Міністерства оборони. Закон про бюджетні асигнування на 2007 рік, порівняно з попереднім роком, підвищив звання начальника Бюро Національної гвардії з генерал-лейтенанта до чотиризіркового генерала.

## Зміст
Закон 1903 року санкціонував створення окремої секції, відповідальної за справи Національної гвардії. Це невелике відділення, входила до складу Зведеного відділу офісу генерал-ад'ютанта, на чолі з майором кавалерії Джеймсом Паркером і чотирма клерками, стало попередником сучасного Бюро Національної гвардії.
Цей відділ залишався у підпорядкуванні офісу генерал-ад'ютанта, доки 12 лютого 1908 року наказом Військового міністерства не було створено відділ у справах міліції при офісі військового міністра, який існував в такій якості до 25 липня 1910 року, після чого його передали в безпосереднє підпорядкування начальнику штабу армії. Цей відділ продовжував діяти під безпосередньою юрисдикцією начальника штабу аж до прийняття Закону про національну оборону від 3 червня 1916 року. Тоді Відділ у справах міліції став Бюро міліції Військового департаменту під безпосереднім керівництвом Військового міністра.
Бюро було відоме як Бюро міліції, доки 15 червня 1933 року не було перейменовано на Бюро Національної гвардії згідно з поправкою до розділу 81 Закону про національну оборону. Крім того, ця поправка сприяла вирішенню питання про Національну гвардію, визначивши її головну роль як резервний компонент армії США. У ній зазначалося, що існуватимуть дві національні гвардії: Національна гвардія кількох штатів і Національна гвардія Сполучених Штатів як федеральної держави. Перша буде окремим державним ополченням, задіяним у локальних надзвичайних ситуаціях та національній обороні. Друга вважатиметься резервним компонентом регулярної армії США, яка розгортатиметься в разі необхідності.
Станом на 2017 рік місія Бюро Національної гвардії полягає в тому, щоб разом зі штабами армії і Повітряних сил формування Нацгвардії братимуть участь у програмах, що стосуються Національної гвардії. Бюро відповідає за адміністрування програм розвитку та підтримки підрозділів сухопутних і повітряних сил Національної гвардії в 50 штатах, Співдружності Пуерто-Рико, окрузі Колумбія, на Віргінських островах і Гуамі. Існує багато програм, які адмініструються Бюро і спрямовані на залучення до лав збройних сил молоді, серед яких Youth Challenge Program, Partners in Education, HUMVEE School Program, YOU CAN School Program, та Guard Fit Challenge.
Станом на 31 грудня 2011 року начальник Бюро Національної гвардії є членом Об'єднаного комітету начальників штабів.